# Laubfrösche (Gattung)
Die eigentlichen Laubfrösche (Hyla) sind eine in Eurasien verbreitete Gattung von Froschlurchen aus der Familie der Laubfrösche i. w. S. (Hylidae).

## Merkmale
Die Vertreter der Gattung Hyla verfügen über morphologische Merkmale wie einen bezahnten Oberkiefer, Schwimmhäute zwischen den hinteren Zehen, eine frei bewegliche, lange Zunge sowie insbesondere Haftscheiben an den Gliedmaßenenden, die sie zum Klettern befähigen.

## Systematik
Nach einer umfassenden Revision der Systematik und Taxonomie der Familie Hylidae im Jahr 2005 sind von vormals über 300 Arten nur noch rund 35 in der Gattung Hyla verblieben.

### Dryophytes
Im Jahr 2016 wurde die Gattung Dryophytes aus der Gattung Hyla ausgegliedert. In diese Gattung wurden hauptsächlich nordamerikanische und ostasiatische Arten der Gattung Hyla gestellt. Die Wiedererrichtung von Dryophytes bleibt aber umstritten, da die Gattung nur aus biogeographischen Erwägungen zusammengestellt wurde. Allerdings hat sich bei molekulargenetischen Untersuchungen gezeigt, dass einiges für die Monophylie dieser Gruppe spricht und ihnen einige physiologische Eigenschaften gemeinsam sind. Die Gattung Dryophytes umfasst 20 Arten:

### Arten

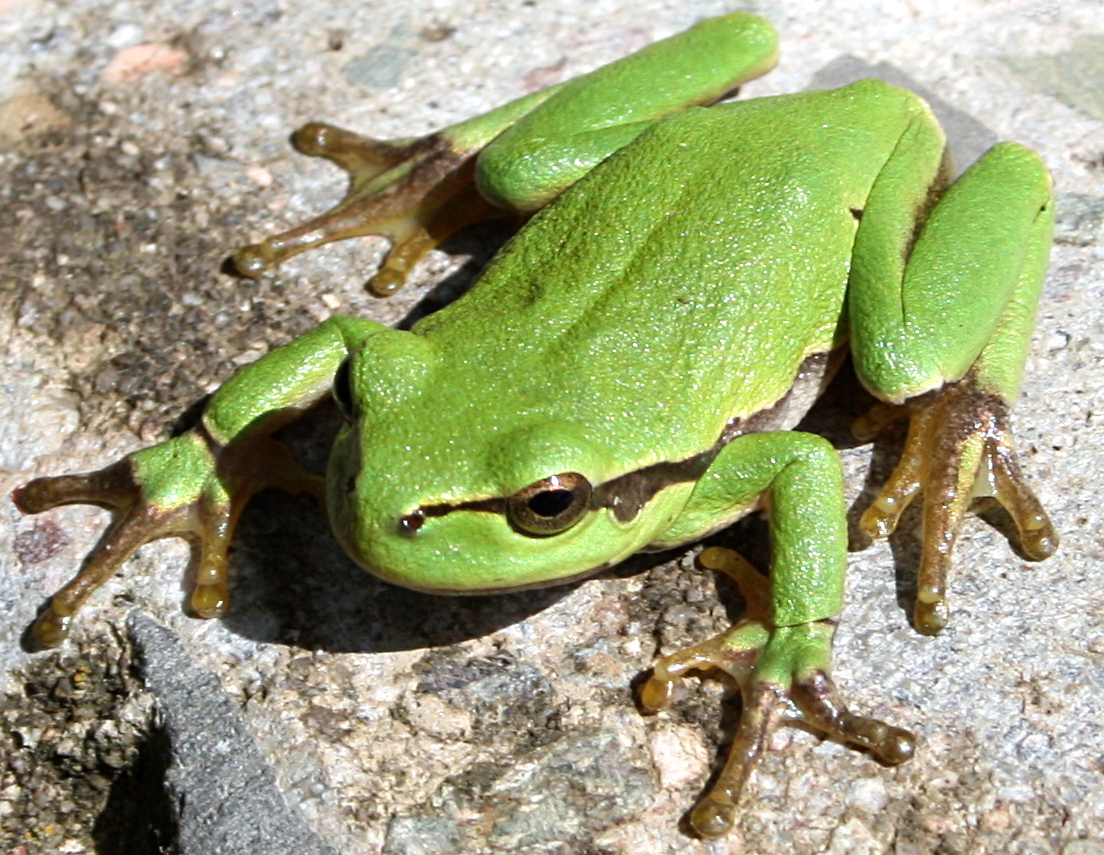
Europäischer Laubfrosch

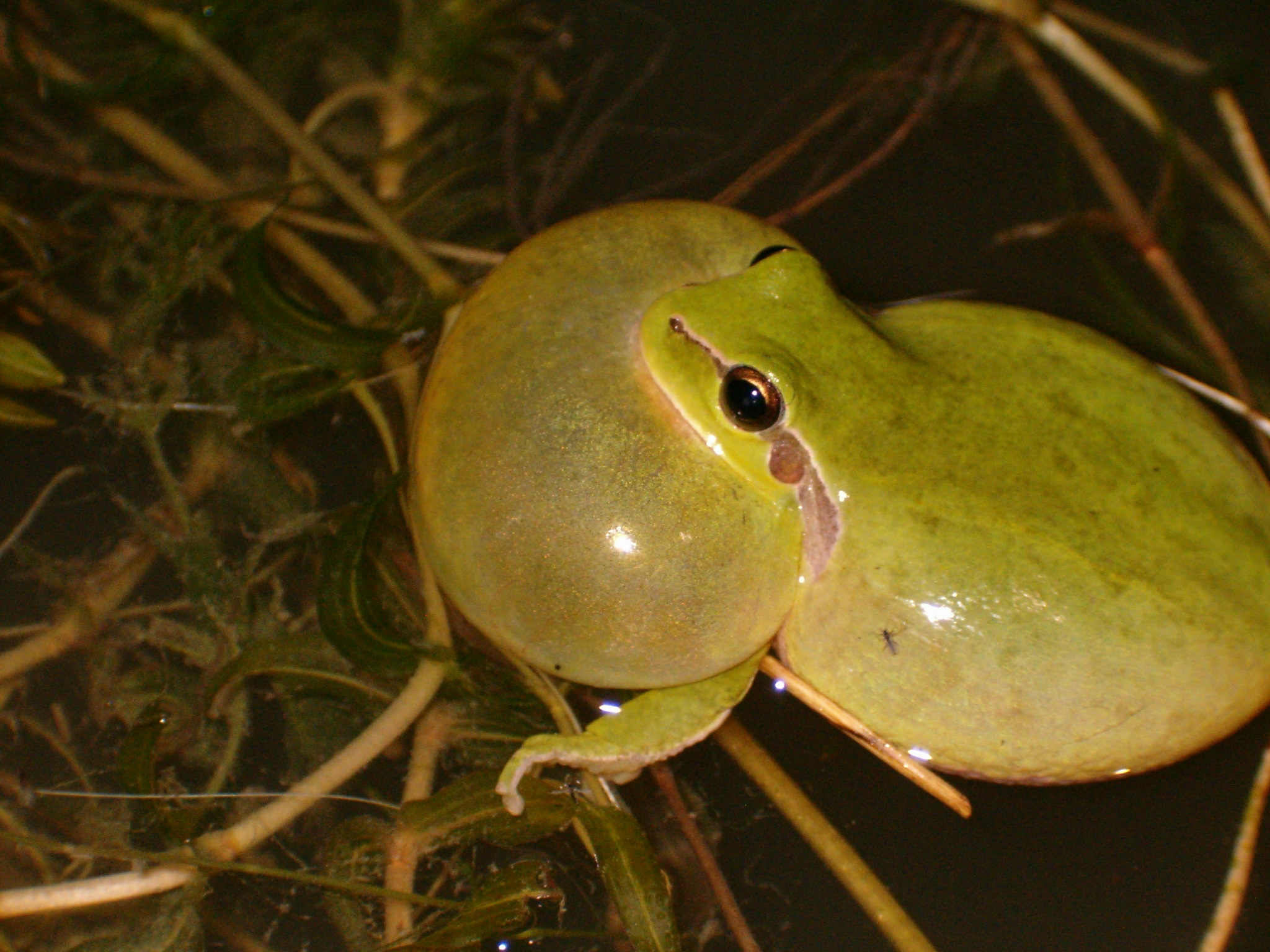
Mittelmeer-Laubfrosch, rufend

Nach der Ausgliederung der Gattung Dryophytes im Jahr 2016 verblieben noch 17 Arten in der Gattung Hyla, von denen noch zwei synonymisiert bzw. in eine andere Gattung gestellt wurden. 2018 wurde die Art Hyla perrini neu beschrieben, jedoch 2020 wieder mit Hyla intermedia synonymisiert und wird jetzt als Unterart Hyla intermedia perrini angesehen. Die Gattung Hyla besteht nun aus 15 Arten.
Stand: 21. Februar 2023
- Hyla Laurenti, 1768
  - Hyla annectans (Jerdon, 1870) – Chinesischer Laubfrosch
  - Hyla arborea (Linnaeus, 1758) – Europäischer Laubfrosch
  - Hyla carthaginiensis Dufresnes et al., 2019[8]
  - Hyla chinensis Günther, 1858
  - Hyla dabieshanensis Zhang, Zhang & Zhang, 2025[9]
  - Hyla felixarabica Gvoždík, Kotlík & Moravec, 2010
  - Hyla hallowellii Thompson, 1912
  - Hyla intermedia Boulenger, 1882 – Italienischer Laubfrosch
  - Hyla meridionalis Boettger, 1874 – Mittelmeer-Laubfrosch
  - Hyla molleri Bedriaga, 1890 – Iberischer Laubfrosch
  - Hyla orientalis Bedriaga, 1890 – Östlicher Laubfrosch
  - Hyla sarda (Betta, 1853) – Tyrrhenischer Laubfrosch
  - Hyla savignyi Audouin, 1827 – Kleinasiatischer Laubfrosch
  - Hyla simplex Boettger, 1901
  - Hyla tsinlingensis Liu & Hu, 1966
  - Hyla zhaopingensis Tang & Zhang, 1984

- Hyla melacaena wurde 2018 in die Gattung Bromeliohyla gestellt und heißt nun Bromeliohyla melacaena (McCranie and Castañeda, 2006).[3] Hyla sanchiangensis Pope, 1929 wurde mit Hyla chinensis synonymisiert.
- Hyla perrini Dufresnes et al., 2018[6] wurde mit dem Italienischen Laubfrosch synonymisiert.[7]

### Etymologie

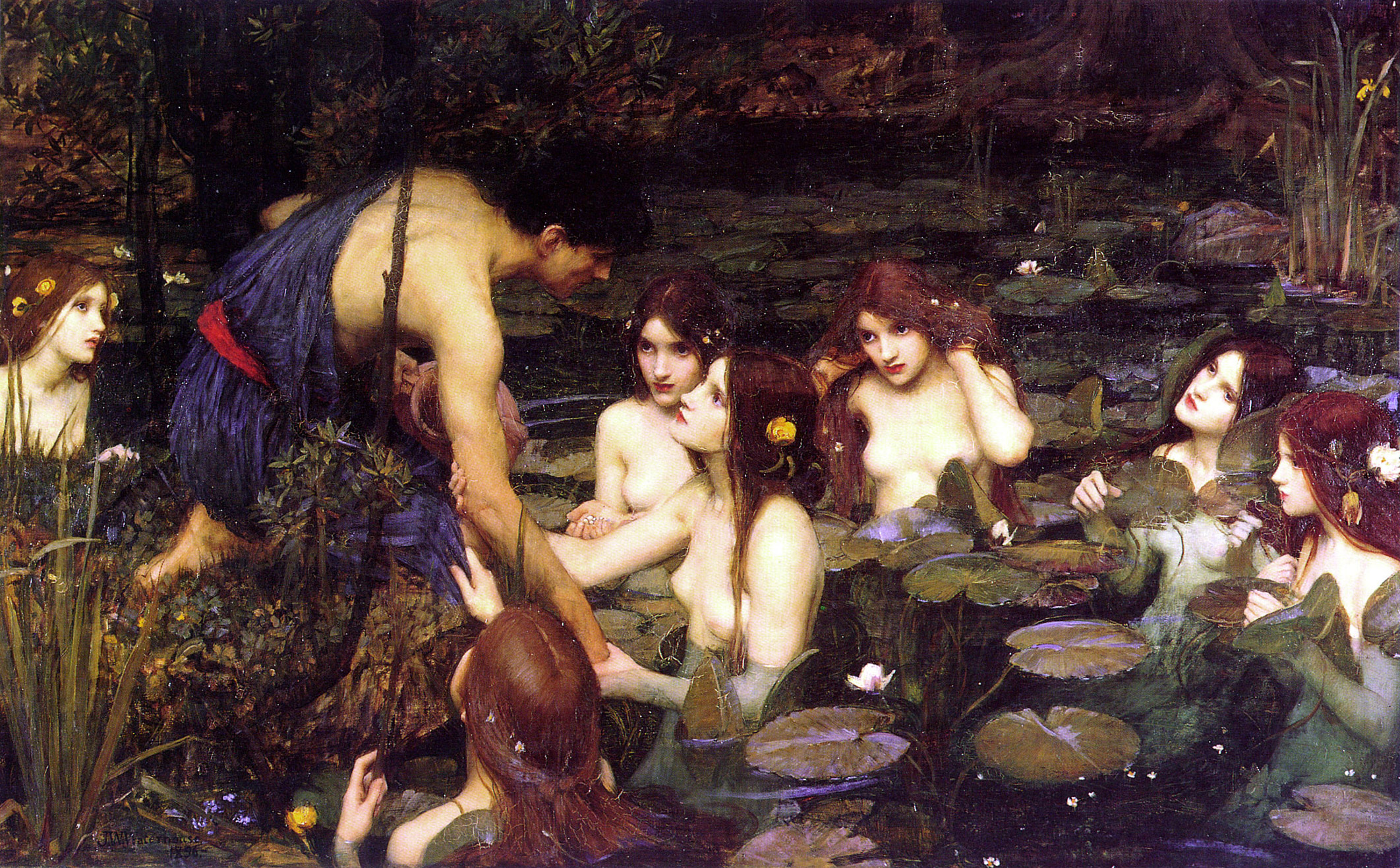
Hylas and the Nymphs (1896) von John William Waterhouse

Mit dem wissenschaftlichen Namen Hyla bezog sich der Erstbeschreiber Laurenti auf Hylas (gr. Ύλας), eine Figur der griechischen Mythologie.
Hylas war ein Geliebter des Herakles. Er wurde von Nymphen in ihren Quellteich entführt und unter Wasser mit zugehaltenem Munde festgehalten, sodass er nicht nach Herakles um Hilfe rufen konnte. Nach dem Verschwinden des Hylas und der vergeblichen Suche nach ihm errichtete Herakles ein Heiligtum, dessen Gefolge „Hyla! Hyla! Hyla!“ (also den Vokativ) rief, „sodass das ganze Ufer (mit) ‚Hyla! Hyla!‘ hallte“.
Die rätselhafte Schlussformulierung Laurentis: „Quam ob rem hæc quasi Hylæ sacerdos nomen ejusdem merita est.“, zu Deutsch vermutlich: „Deshalb hat sie gleichsam als Priesterin des Hylas ebendessen Namen verdient.“, zur Begründung der Namenswahl könnte meinen, dass Hyla (nun Femininum) gleichsam die Priesterin ihres eigenen Namens sei. Die tatsächliche Herleitung des Namens konnte allerdings niemals zweifelsfrei geklärt werden. Unstrittig dürfte jedenfalls sein, dass sich Laurenti auf das unablässige Rufen bezieht, wie es auch für die Froschmännchen der Gattung Hyla bei der Paarung typisch ist.